# ブリーヴ＝シャランサック

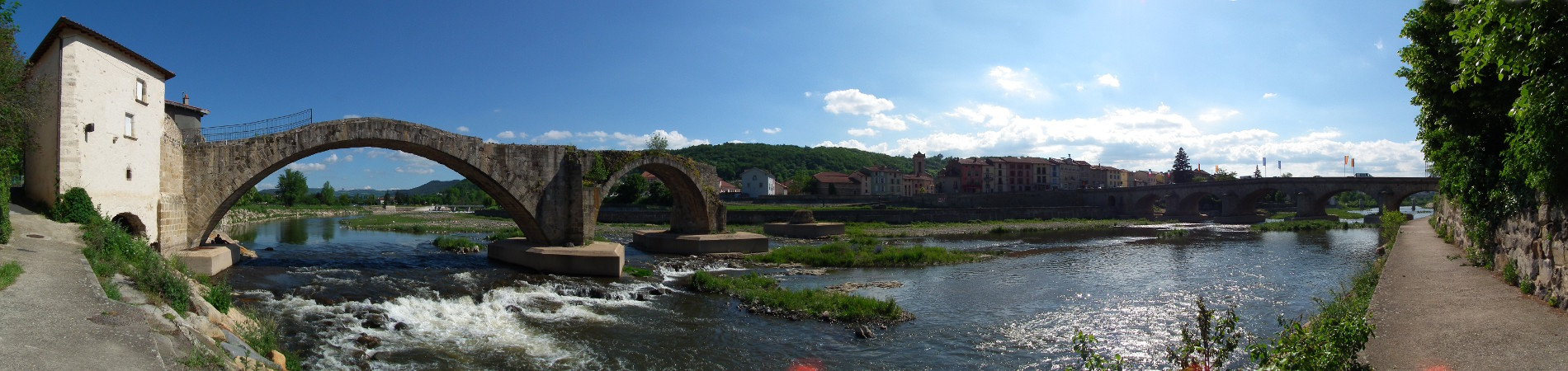
ブリーヴ＝シャランサック

ブリーヴ＝シャランサック （Brives-Charensac）は、フランス、オーヴェルニュ＝ローヌ＝アルプ地域圏、オート＝ロワール県のコミューン。

## 概要
コミューンをロワール川が流れる。
brivesとは古フランス語のbrivaから派生した言葉で、『橋』を意味する。ブリウド（Brioude）のような、他の地名にもbrivaが見出される。年代別に4つの橋が架けられた。最古の橋はガロ＝ローマ時代のものである。シャルトルーズ橋と呼ばれ、完全な状態で現存しているが、車の乗り入れはできない。中世に架けられた橋は一部が残り、アーチが2つ現存する。現在使用されている橋は18世紀初頭に架けられた。この橋は2度の洪水で水没している。

## 人口統計
| 1962年 | 1968年 | 1975年 | 1982年 | 1990年 | 1999年 | 2006年 | 2012年 |
| ------ | ------ | ------ | ------ | ------ | ------ | ------ | ------ |
| 2022   | 2880   | 3713   | 4069   | 4399   | 4356   | 4118   | 4275   |

source=1999年までLdh/EHESS/Cassini、2004年以降INSEE